# Chang Peak
Chang Peak är en bergstopp i Antarktis. Den ligger i Västantarktis. Inget land gör anspråk på området. Toppen på Chang Peak är 2 920 meter över havet.
Terrängen runt Chang Peak är huvudsakligen kuperad. Trakten är obefolkad. Det finns inga samhällen i närheten.